# Ma-ayon
Ma-ayon è una municipalità di quarta classe delle Filippine, situata nella Provincia di Capiz, nella Regione del Visayas Occidentale.
Ma-ayon è formata da 32 baranggay:
- Aglimocon
- Alasaging
- Alayunan
- Balighot
- Batabat
- Bongbongan
- Cabungahan
- Canapian
- Carataya
- Duluan
- East Villaflores
- Fernandez
- Guinbi-alan
- Indayagan
- Jebaca
- Maalan

- Manayupit
- New Guia
- Old Guia
- Palaguian
- Parallan
- Piña
- Poblacion Ilawod
- Poblacion Ilaya
- Poblacion Tabuc
- Quevedo (Ngalan)
- Quinabonglan
- Quinat-uyan
- Salgan
- Tapulang
- Tuburan
- West Villaflores